# Puerto Real
Puerto Real é um município da Espanha, na província de Cádis, comunidade autónoma da Andaluzia. Tem 195,96 km² de área e em 2021 tinha 41 771 habitantes (densidade: 213,2 hab./km²). Pertence à comarca da Bahía de Cádiz, e limita com os municípios de Medina-Sidonia, El Puerto de Santa María, Jerez de la Frontera, Chiclana de la Frontera e San Fernando.